# 全日本無産青年同盟
全日本無産青年同盟（ぜんにほんむさんせいねんどうめい）は、1920年代、昭和初期に活動した合法的左翼青年組織である。略称無青。

## 沿革・概要
1925年9月18日、全国水平社青年同盟2周年大会で組織解体・全国水平社無産者同盟創立・全国無産青年同盟参加を決定、11月1日には東京無産青年同盟創立大会が開催されるなど、この頃左翼青年運動の全国組織結成の機運が高まり、各地で地方組織の結成が進められていた。10月8日に発足した全日本無産青年同盟全国準備委員会は、共同印刷争議・日本楽器争議・木崎村小作争議など、この時期の労働運動や農民運動に積極的に参加した。
1926年8月1日、大阪市中央公会堂において創立大会が開かれ、日本労働組合評議会の青年活動家を中心に、全国水平社、日本農民組合、大学の社会科学研究会の青年を結集して結成された。結成時の委員長は片山久（ひさし）。
無青は、1925年7月に再建された非合法下の日本共産青年同盟（共青）によって指導されていた。「本同盟は労農青年大衆の政治的経済的および社会的利益の獲得に努力しその生活の向上を期する」などの綱領をもち、労働農民党を支持、「兵役短縮」「満期後の就職要求」「満18歳以上の選挙権被選挙権獲得」などの活動を行った。最高時で同盟員数は1万人余といわれる。
1927年10月15日、中央機関紙「青年新聞」を創刊。同年11月20日、第2回大会開催。
1928年4月10日、三・一五事件による弾圧の一環として労働農民党、日本労働組合評議会とともに治安警察法に基づく結社禁止処分を受け、解散させられた。その後、再建活動が続いたが、非合法組織（共青）拡大強化・合法組織（無青）不要への方針転換により、打ち切られた。